# Canoagem nos Jogos Olímpicos de Verão de 2012 - K-4 500 m feminino

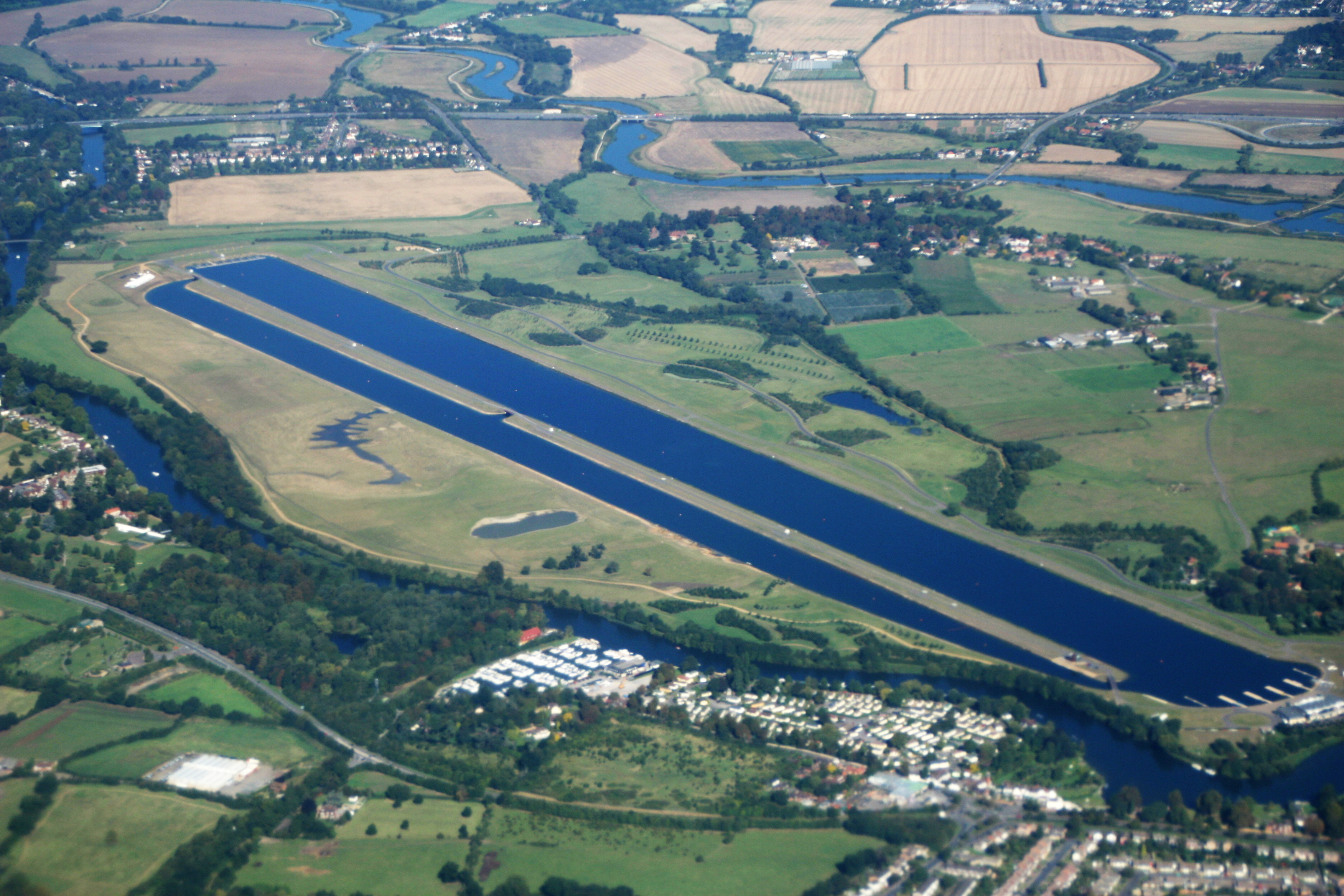
Vista aérea do Lago Dorney, Buckinghamshire, Inglaterra

A competição do K-4 500 m feminino da canoagem nos Jogos Olímpicos de Verão de 2012 realizou-se nos dias 6 e 8 de agosto no Eton Dorney.

## Calendário
Horário local (UTC+1)
| Dia         | Horário | Fase          |
| ----------- | ------- | ------------- |
| 6 de agosto | 10:44   | Eliminatórias |
| 6 de agosto | 11:51   | Semifinal     |
| 8 de agosto | 10:44   | Final         |

## Medalhistas
|  | HUN Hungria                                                       |  | GER Alemanha                                                         |  | BLR Bielorrússia                                              |
|  | Gabriella Szabó Danuta Kozák Katalin Kovács Krisztina Fazekas Zur |  | Carolin Leonhardt Franziska Weber Katrin Wagner-Augustin Tina Dietze |  | Iryna Pamialova Nadzeya Papok Volha Khudzenka Maryna Pautaran |

## Resultados

### Eliminatórias
As melhores colocadas em cada bateria, mas a melhor segunda classificada no geral, avançam a final, enquanto que as demais classificadas avançam para as semifinais.

#### Eliminatória 1
| Pos. | Nome                                                              | CON              | Tempo    | Notas |
| ---- | ----------------------------------------------------------------- | ---------------- | -------- | ----- |
| 1    | Gabriella Szabó Danuta Kozák Katalin Kovács Krisztina Fazekas Zur | HUN Hungria      | 1:35.769 | Q     |
| 2    | Jess Walker Rachel Cawthorn Angela Hannah Louisa Sawers           | GBR Grã-Bretanha | 1:37.355 |       |
| 3    | Marie Delattre-Demory Joanne Mayer Sarah Guyot Gabrielle Tuleu    | FRA França       | 1:40.022 |       |
| 4    | Yu Lamei Li Zhangli Ren Wenjun Liu Haiping                        | CHN China        | 1:40.661 |       |
| 5    | Antonia Horvat-Panda Antonija Nađ Renata Major-Kubik Marta Tibor  | SRB Sérvia       | 1:40.756 |       |
| 6    | Rach Lovell Hannah Davis Jo Brigden-Jones Lyndsie Fogarty         | AUS Austrália    | 1:41.794 |       |

#### Eliminatória 2
| Pos. | Nome                                                                 | CON              | Tempo    | Notas |
| ---- | -------------------------------------------------------------------- | ---------------- | -------- | ----- |
| 1    | Carolin Leonhardt Franziska Weber Katrin Wagner-Augustin Tina Dietze | GER Alemanha     | 1:31.633 | Q     |
| 2    | Teresa Portela Joana Vasconcelos Beatriz Gomes Helena Rodrigues      | POR Portugal     | 1:32.785 | Q     |
| 3    | Iryna Pamialova Nadzeya Papok Volha Khudzenka Maryna Pautaran        | BLR Bielorrússia | 1:33.676 |       |
| 4    | Yuliana Salakhova Vera Sobetova Natalia Podolskaya Yulia Kachalova   | RUS Rússia       | 1:33.680 |       |
| 5    | Marta Walczykiewicz Aneta Konieczna Karolina Naja Beata Mikołajczyk  | POL Polônia      | 1:35.843 |       |

### Semifinais
As cinco melhores classificadas avançam para a final.
| Pos. | Nome                                                                | CON              | Tempo    | Notas |
| ---- | ------------------------------------------------------------------- | ---------------- | -------- | ----- |
| 1    | Marta Walczykiewicz Aneta Konieczna Karolina Naja Beata Mikołajczyk | POL Polônia      | 1:30.338 | Q, WB |
| 2    | Iryna Pamialova Nadzeya Papok Volha Khudzenka Maryna Pautaran       | BLR Bielorrússia | 1:30.883 | Q     |
| 3    | Yuliana Salakhova Vera Sobetova Natalia Podolskaya Yulia Kachalova  | RUS Rússia       | 1:31.824 | Q     |
| 4    | Jess Walker Rachel Cawthorn Angela Hannah Louisa Sawers             | GBR Grã-Bretanha | 1:32.550 | Q     |
| 5    | Marie Delattre-Demory Joanne Mayer Sarah Guyot Gabrielle Tuleu      | FRA França       | 1:33.303 | Q     |
| 6    | Rach Lovell Hannah Davis Jo Brigden-Jones Lyndsie Fogarty           | AUS Austrália    | 1:33.671 |       |
| 7    | Antonia Horvat-Panda Antonija Nađ Renata Major-Kubik Marta Tibor    | SRB Sérvia       | 1:33.823 |       |
| 8    | Yu Lamei Li Zhangli Ren Wenjun Liu Haiping                          | CHN China        | 1:34.004 |       |

### Final
| Pos.              | Nome                                                                 | CON              | Tempo    |
| ----------------- | -------------------------------------------------------------------- | ---------------- | -------- |
| Medalha de ouro   | Gabriella Szabó Danuta Kozák Katalin Kovács Krisztina Fazekas Zur    | HUN Hungria      | 1:30.827 |
| Medalha de prata  | Carolin Leonhardt Franziska Weber Katrin Wagner-Augustin Tina Dietze | GER Alemanha     | 1:31.298 |
| Medalha de bronze | Iryna Pamialova Nadzeya Papok Volha Khudzenka Maryna Pautaran        | BLR Bielorrússia | 1:31.400 |
| 4                 | Marta Walczykiewicz Aneta Konieczna Karolina Naja Beata Mikołajczyk  | POL Polônia      | 1:31.607 |
| 5                 | Jess Walker Rachel Cawthorn Angela Hannah Louisa Sawers              | GBR Grã-Bretanha | 1:33.055 |
| 6                 | Teresa Portela Joana Vasconcelos Beatriz Gomes Helena Rodrigues      | POR Portugal     | 1:33.453 |
| 7                 | Yuliana Salakhova Vera Sobetova Natalia Podolskaya Yulia Kachalova   | RUS Rússia       | 1:33.459 |
| 8                 | Marie Delattre-Demory Joanne Mayer Sarah Guyot Gabrielle Tuleu       | FRA França       | 1:35.299 |